# بخش اعظم‌گره

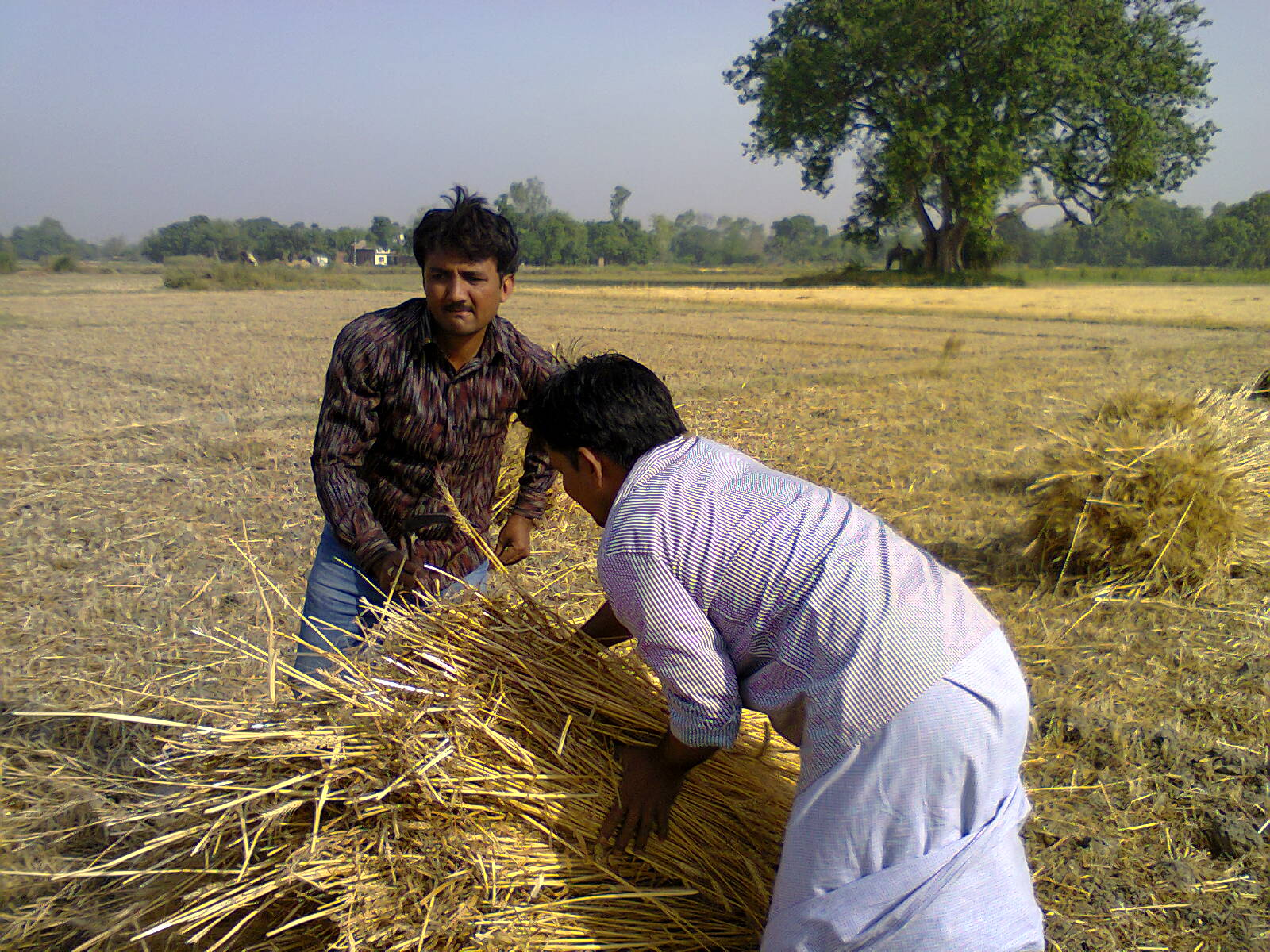
نمایی از دو دهقان در بخش اعظم‌گره، ایالت اوتار پرادش هند - ۲۰۱۲

بخش اعظم‌گره (انگلیسی: Azamgarh district) از بخش‌های ایالت اوتار پرادش هند است.